# QBU-88
QBU-88  (Type 88 / Тип 88) — китайская марксманская винтовка компоновки буллпап, разработанная корпорацией Norinco для  Народно-освободительной армии Китая.
Работает по схеме с газоотводной автоматикой и коротким ходом газового поршня. Ствольная коробка — стальная. Винтовка имеет открытые прицельные приспособления, регулируемый диоптрический целик, мушку в кольцевом намушнике. Ствольная коробка оснащена креплением для установки кронштейна оптических или ночных прицелов. На винтовку крепится 4-кратный дневной оптический прицел. Ствол имеет пламегаситель.
Для стрельбы из QBU-88 применяются промежуточные патроны калибра 5,8×42 мм, точнее их специальный вариант с более тяжёлой пулей с бронебойным сердечником. Технически представляет собой 10-зарядную винтовку, которая использует газоотводную автоматику с коротким ходом газового поршня, расположенного под стволом. Подача патронов при стрельбе производится из отъемных коробчатых магазинов емкостью 10 патронов.